# Pevidém
Pevidém é uma vila inserida na freguesia de Selho (São Jorge) do Município de Guimarães. Foi elevada à categoria de vila em 21 de Junho de 1995.
Localiza-se na região do Norte do país, sub-região do Ave e distrito de Braga, na que foi em tempo a província do Minho, mais concretamente no Baixo Minho. Em termo de distância, fica a 5 km da cidade de Guimarães, a cerca de 50 km da costa e da cidade do Porto e a cerca de 20 km da cidade Braga.
Pevidém está no centro de uma das maiores manchas industriais do país. Localizada no Vale do Ave, Pevidém é uma vila altamente industrializada onde a têxtil, tal como em toda a região, é a principal indústria.
Os habitantes desta vila usam o gentílico de "pevidenses".

## Património
- Casa de Portela
- Casa do Fundo de Vila
- Igreja de São Miguel do Paraíso
- Capela de São Brás
- Igreja Matriz de São Jorge
- Casa Primo Miguel (Papaia com pevide)
- Casa Manuel Luciano (Cabeças de baixo)